# Ангальт-Дессау

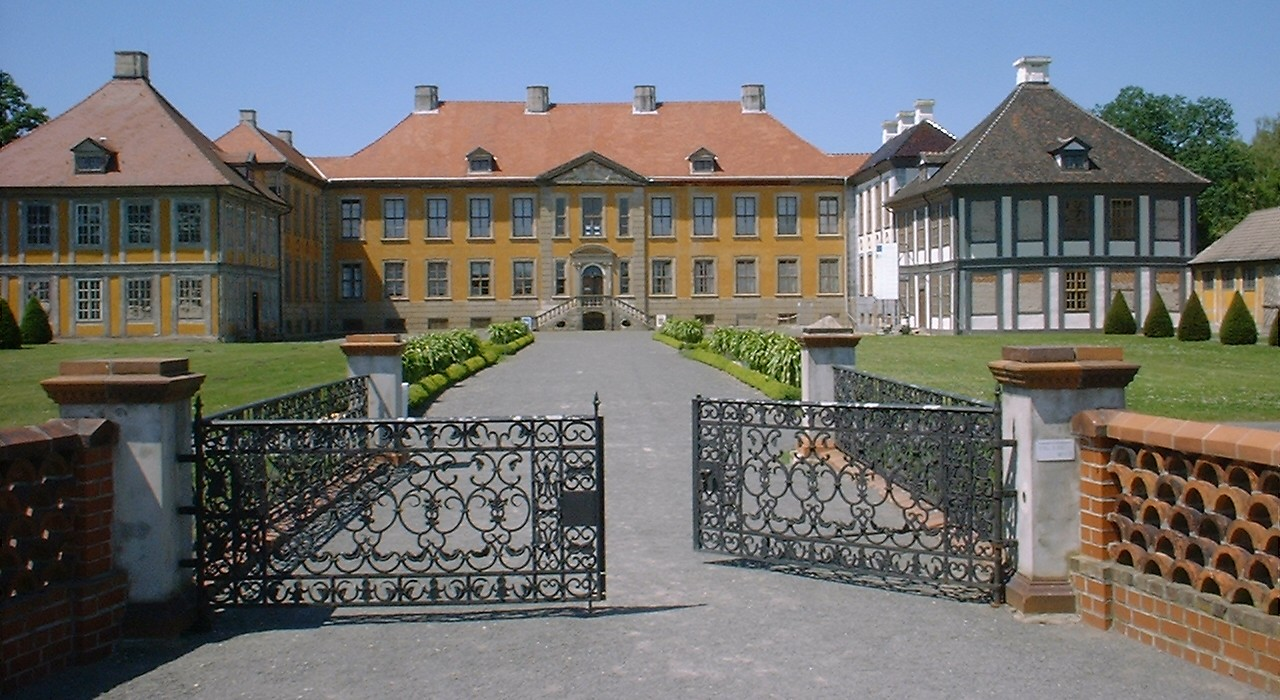
Парковое королевство князей Ангальт-Дессау — памятник Всемирного наследия ЮНЕСКО

А́нгальт-Дессау или А́нхальт-Дессау (нем. Anhalt-Dessau) — княжество, позже герцогство в Средней Германии.
Его правители происходили из рода Асканиев. Ангальт-Дессау отдельно существовало в период 1396—1561 и 1603—1853 годов. 22 мая 1853 года оно было объединено вместе с герцогством Ангальт-Кётен в единое герцогство Ангальт-Дессау-Кётен, позже, в 1863 году, с присоединением Ангальт-Бернбурга и Ангальт-Цербста все эти земли были преобразованы в герцогство Ангальт.

## История
В течение своей истории княжество неоднократно вычленяло различные территории из своего состава в результате браков и наследования.

### Первый дом князей Ангальт-Дессау
В 1396 году Ангальт-Дессау был выделен вместе с княжеством Ангальт-Кётен из княжества Ангальт-Цербст, как наследственное владение после смерти князя Иоганна I. Его земли были поделены между двумя сыновьями. Второй сын, Альбрехт IV (ум. в 1423), получил во владение Кётен, став родоначальником линии Ангальт-Кётен, а старший, Сигизмунд I (ум. 1405), получил Цербст и Дессау и стал родоначальником линии Ангальт-Дессау. Его многочисленные сыновья и внуки совместно управляли княжеством.
В 1471 году внук Сигизмунда I, Вальдемар V (ум. 1508), один из сыновей князя Георга I, по договору с князьями Ангальт-Кётена получил в управление половину их княжества. А в 1508 году последние представители Кётенской ветви отказались в его пользу от своей части княжества, после чего оно окончательно перешло в Вальдемару, а после его смерти к его сыну Вольфгангу (ум. 1566).
Будучи сторонником Мартина Лютера, он ввёл Реформацию в Ангальт-Кётене (1525 год) и в Ангальт-Бернбурге (1526 год). Из-за этого он стал противником императора Карла V. В 1544 году он отказался в пользу кузенов от прав на Ангальт-Дессау. Во время Шмалькальденской войны Вольфганг потерял Кётен (1547 год), сожжённый императорской армией, и был вынужден укрыться в Саксонии. Только в 1552 году по миру в Пассау ему были возвращены владения, но, не имея детей, он передал большинство владений (1562 год) князьям Дессау, сохранив до своей смерти только Косвиг.
В 1570 году князь Иоахим Эрнст (1536—1586), происходивший из Ангальт-Цербстской линии, объединил в своих руках все ангальтские земли. Он издал новые законы для своих владений, положив начало новому государственному устройству этих земель. У него было 7 сыновей, но к моменту смерти в живых остались только пятеро, которые в 1603 году разделили отцовские земли на 5 княжеств. Иоганн Георг I (1567—1618) получил Ангальт-Дессау, Кристиан I (1568—1630) — Ангальт-Бернбург, Август (1575—1653) — Ангальт-Плёцкау, Людвиг I (1579—1650) — Ангальт-Кётен, а Рудольф (1576—1621) — Ангальт-Цербст. Сыновья Людвига Ангальт-Кётенского умерли бездетными, а от остальных пошли 4 ветви рода — Дессауская, Бернбургская, Кётенская и Цербстская.

### Второй дом князей Ангальт-Дессау

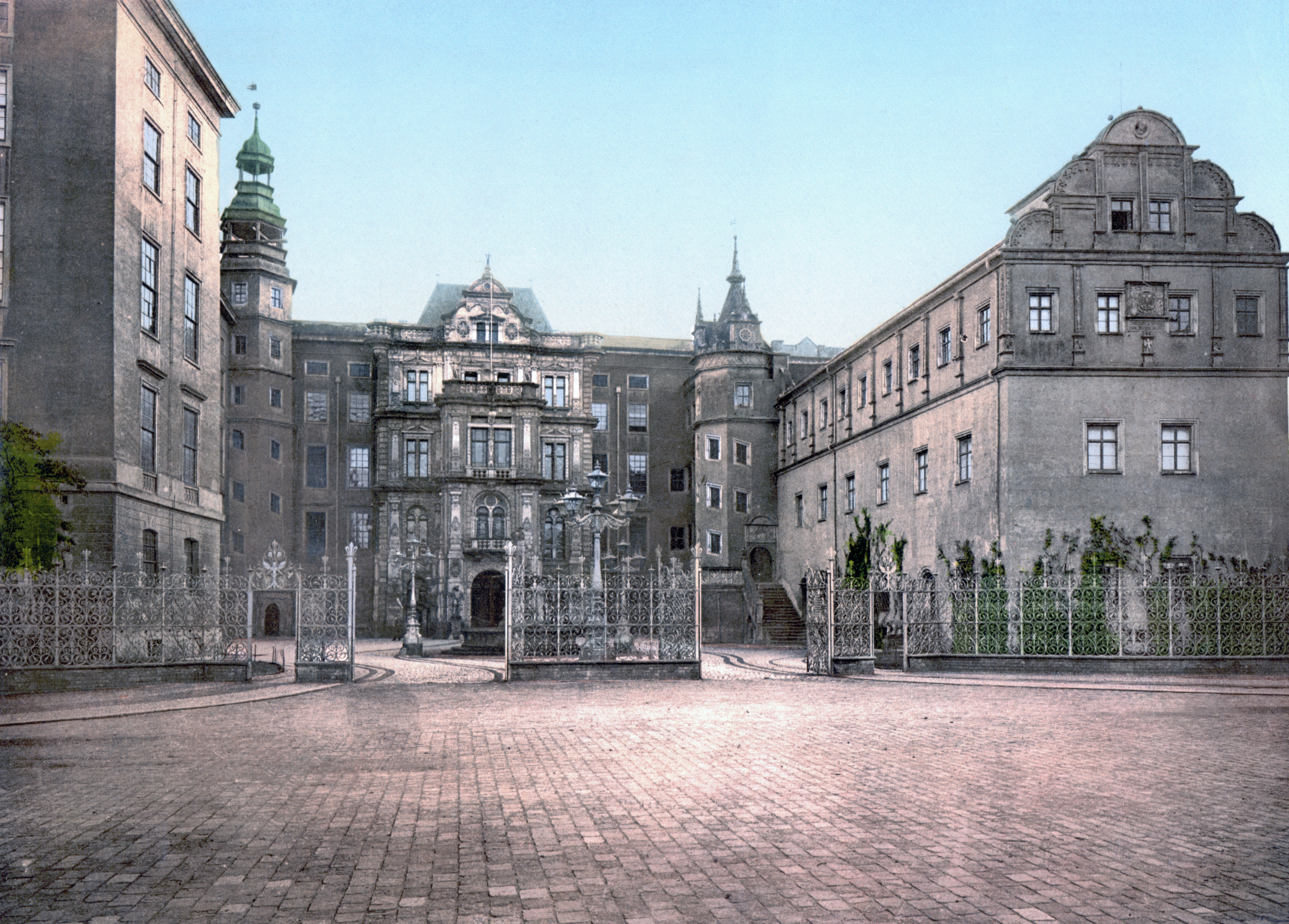
Княжеская резиденция в Дессау, фото 1900 года

Внук Иоганна Георга I, Иоганн Георг II (1660—1693), построил в Нишвице замок, получивший в честь его жены, принцессы Оранской, название Ораниенбаум.
Сыном и наследником Иоганна Георга II был Леопольд I, известный под прозвищем «старый дессауец». Он прославился на военной службе у королей Пруссии, дослужившись там до генерал-фельдмаршала (1712 год).
Его старший сын, Вильгельм Густав (1699—1737) тайно женился на Христиане Герре, дочери пивовара. Он умер раньше отца, а его потомки были отстранены от наследования. Вдова Вильгельма Густава и его сыновья были пожалованы императором Францем I в 1749 году титулом «граф Ангальт». Эта ветвь угасла в 1823 году со смертью графа Альбрехта. Однако осталась побочная ветвь, идущая от незаконного сына Вильгельма Густава. Сначала представители этой ветви носили фамилию Густавсон, однако 3 января 1761 года король Пруссии Фридрих II Великий возвёл их в дворянское достоинство и разрешил носить фамилию Ангальт.
Наследником Леопольда I стал его второй сын, Леопольд II Максимилиан (1700—1751), подобно отцу служивший вместе с младшими братьями Дитрихом (1702—1769), Морицем (1712—1760) и Фридрихом Генрихом Евгением (1705—1781) на прусской военной службе, причем Леопольд II, Дитрих и Мориц имели, как и отец, звание генерал-фельдмаршала.
Сын и наследник Леопольда II Леопольд III Фридрих Франц (1740—1817) примкнул к Рейнскому союзу и получил титул герцога от Наполеона I (1807 год), обязавшись выставлять 700 солдат.
Его сын Фридрих (1769—1814) умер раньше отца, поэтому наследником стал внук, Леопольд IV Фридрих (1794—1871). Ещё в 1828 году он примкнул к Германскому таможенному союзу. В 1847 году, после прекращения Кётенской ветви, он унаследовал Ангальт-Кётен, а в 1863 году — после прекращения Бернбургской ветви — Ангальт-Бернбург и Ангальт-Цербст, объединив, таким образом, все ангальтские владения и приняв титул герцога Ангальта.
В 1871 году герцогство Ангальт вошло в состав Германской империи.